# Altenkirchen (Pfalz)
Altenkirchen település Németországban, Rajna-vidék-Pfalz tartományban. Lakosainak száma 1315 fő (2015. december 31.).[forrás?]

## Népesség
A település népességének változása:
| Lakosok száma | 1234 | 1315 | 1289 | 1285 | 1298 | 1287 | 1299 |
|               | 1975 | 2015 | 2017 | 2019 | 2021 | 2022 | 2023 |